# Blekinge

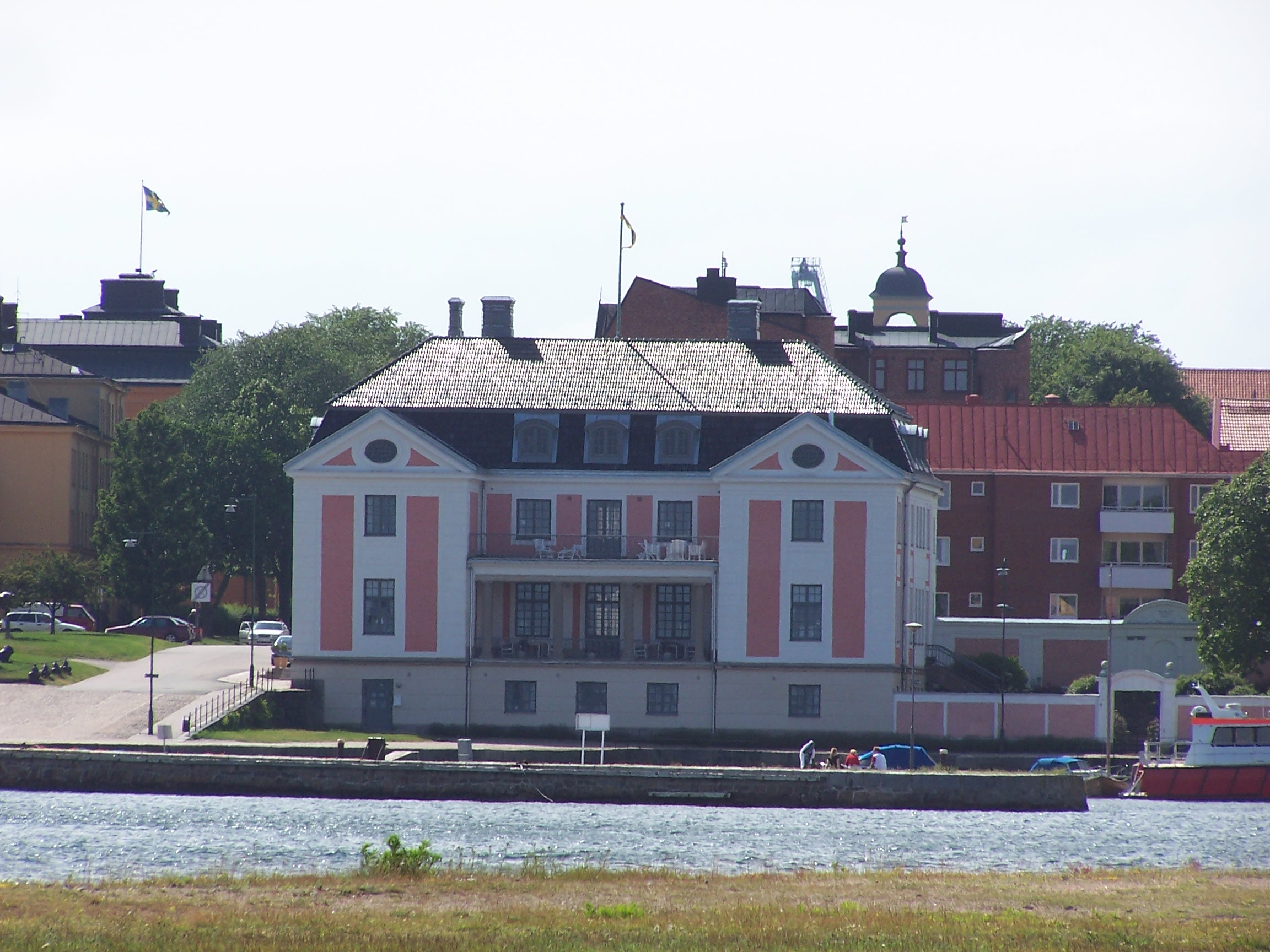
Rezydencja landshövdinga regionu administracyjnego Blekinge w Karlskronie

Blekinge (szw. Blekinge län) – szwedzki region administracyjny (län). Siedzibą władz regionu (residensstad) jest Karlskrona.

## Geografia
Region administracyjny Blekinge jest położony w południowo-wschodniej części Götalandu i obejmuje całą prowincję historyczną (landskap) Blekinge.
Graniczy z regionami administracyjnymi Skania, Kronoberg i Kalmarem oraz Morzem Bałtyckim.

## Gminy i miejscowości

### Gminy
Region administracyjny Blekinge podzielony jest na 5 gmin:
| - Karlshamn (31 990) - Karlskrona (66 102) - Olofström (13 311) - Ronneby (28 913) - Sölvesborg (17 401) |

Uwagi: W nawiasie liczba mieszkańców; stan na 30 września 2016 roku.

### Miejscowości
10 największych miejscowości (tätort -er) regionu administracyjnego Blekinge (2010):
| #  | Miejscowość | Gmina      | Liczba mieszkańców (2010) |
| -- | ----------- | ---------- | ------------------------- |
| 1  | Karlskrona  | Karlskrona | 35 212                    |
| 2  | Karlshamn   | Karlshamn  | 19 075                    |
| 3  | Ronneby     | Ronneby    | 12 029                    |
| 4  | Sölvesborg  | Sölvesborg | 8 401                     |
| 5  | Olofström   | Olofström  | 7 327                     |
| 6  | Kallinge    | Ronneby    | 4 561                     |
| 7  | Mörrum      | Karlshamn  | 3 695                     |
| 8  | Rödeby      | Karlskrona | 3 402                     |
| 9  | Nätträby    | Karlskrona | 3 109                     |
| 10 | Jämjö       | Karlskrona | 2 578                     |